# Rivière Vénus
Rivière Vénus är ett vattendrag i Kanada.   Det ligger i provinsen Québec, i den östra delen av landet, 600 km nordost om huvudstaden Ottawa. Rivière Vénus ligger vid sjöarna  Lac des Nymphes Lac du Cormoran och Lac Rond.
I omgivningarna runt Rivière Vénus växer i huvudsak blandskog. Trakten runt Rivière Vénus är nära nog obefolkad, med mindre än två invånare per kvadratkilometer.